# Edoardo Brizio

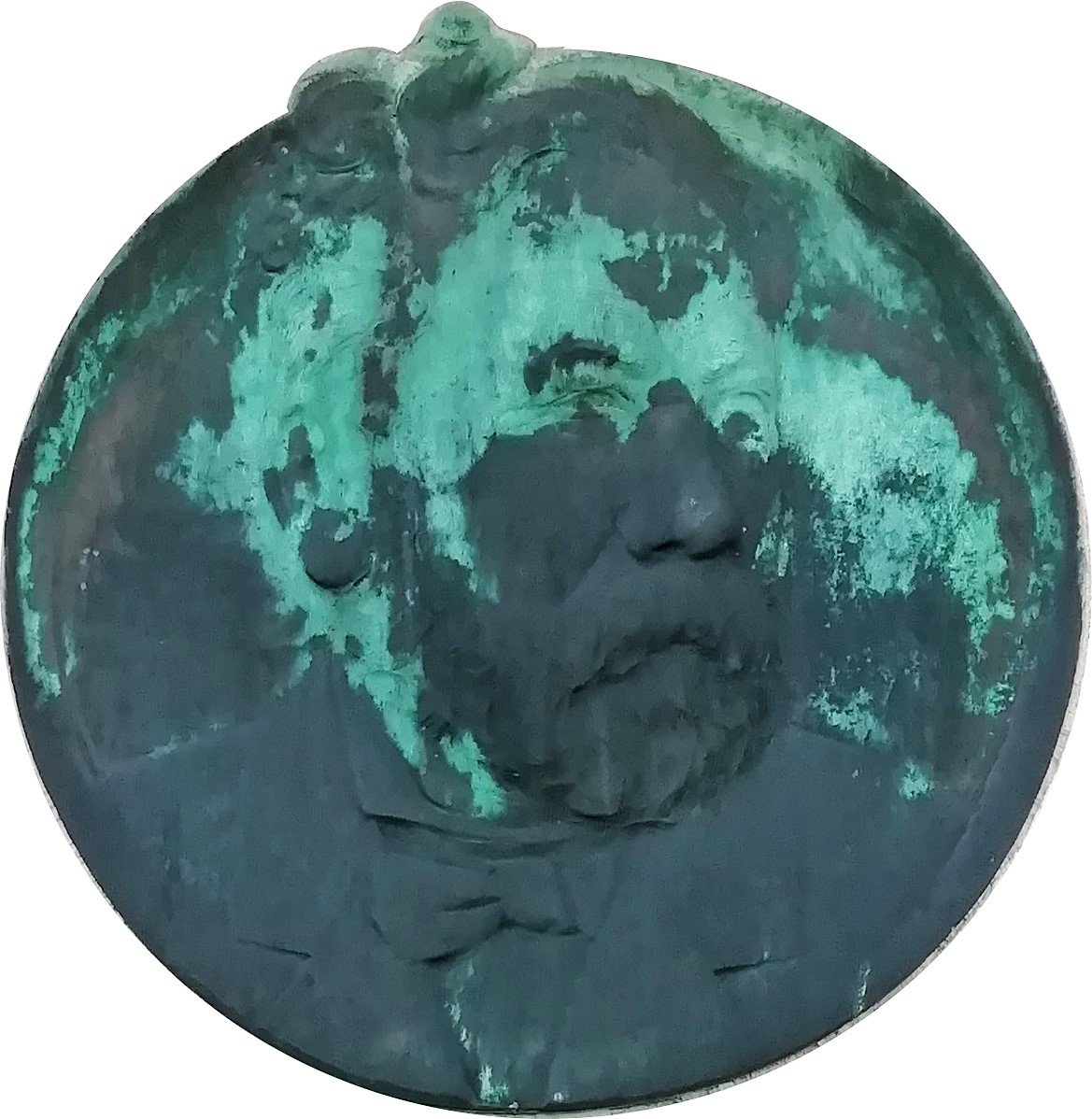
Edoardo Brizio; Bildnis an seinem Grab in Bologna

Edoardo Brizio (geboren am 3. März 1846 in Turin; gestorben am 5. Mai 1907 in Bologna) war ein italienischer Klassischer Archäologe und  Prähistoriker.

## Leben
Brizio war ein Sohn von Pietro und Luigia Brizio und entstammte einer wohlhabenden Kaufmannsfamilie. Er studierte Klassische Archäologie an der Universität Turin. 1868 gewann er bei einem Wettbewerb einen Platz an der neu gegründeten italienischen archäologischen Schule und zog nach Pompeji. Hier bildete er sich bis 1871 unter der Leitung von Giuseppe Fiorelli und mit der Unterstützung von Michele Ruggiero in der praktischen Archäologie weiter. Er verfasste Abhandlungen über die Inschriften, Wandmalereien und Funde der Ausgrabung, die von 1868 bis 1872 im Giornale degli scavi di Pompei veröffentlicht wurden.
Nachdem er Pompeji verlassen hatte, erstellte Brizio einen Katalog der archäologischen Sammlung des Museo Civico Archeologico in Bologna und kam 1872 nach Rom. Zu seinen Aufgaben gehörte die Berichterstattung über die jüngsten Entdeckungen in den römischen Stadtteilen, in Cerveteri, Tarquinia und im Viterbogebiet. Ab 1876 hatte er als Professor den Lehrstuhl für Archäologie an der Universität Bologna inne. Ab 1881 leitete er dazu das Museo Civico Archeologico, dessen Direktor er 1887 wurde. Er war zudem Superintendent der Ausgrabungen von Altertümern für die Region Emilia und die Marken, zu denen er sorgfältige Studien anfertigte.
Ab 1902 war er Mitglied der Accademia Nazionale dei Lincei und ab 1904 Ehrenmitglied der Anthropologischen Gesellschaft in Wien, deren korrespondierendes Mitglied er ab 1895 war.

## Wissenschaftliches Wirken
Unter Brizios Leitung entwickelte sich die prähistorische Sammlung des Museo Civico von Bologna zu einer der bedeutendsten in Italien. Er erweiterte diese in den 25 Jahren seiner Tätigkeit durch Ankäufe, fügte neue Ausgrabungsfunde hinzu und ordnete sie nach streng wissenschaftlichen Kriterien. Seine Forschungen betrieb er überwiegend in der Gegend rund um Bologna, er unternahm aber auch Forschungsreisen nach Griechenland. Sein Interesse galt der Zivilisation der Bronzezeit, deren Siedlungsreste in dieser Gegend zu finden waren. In den Jahren 1877 bis 1903 verfasste er zahlreiche Artikel zur prähistorischen Archäologie in Italien und gab mehrere Broschüren zu diesem Thema heraus. 1898 veröffentlichte er die Epoca preistorica, eine zusammenhängende Darstellung seiner Ansichten über die Vorgeschichte seiner Heimat, die in der Storia politica d’Italia erschien. In diesem Werk gab Brizio seine Theorien über die Herkunft und Abstammung der Menschen wieder. Seiner Überzeugung nach war die Herkunft der Zivilisation der Höhlenbewohner und der Terramare-Kultur, die die Pfahlbauten in Norditalien errichtet hatten, ligurisch. Er sah diese nicht als Einwanderer aus dem Norden an. Seiner Meinung nach war die Villanovakultur der frühen Eisenzeit keine Weiterentwicklung dieser Kultur, sondern wurde zeitgleich mit ihr durch Eindringlinge (Umbri) aus dem Norden eingeführt und entwickelte sich im Distrikt um Bologna. Die Kultur der Certosa rechnete er den Etruskern, Kelten und Römern zu. Er war ein Anhänger von Herodots Theorien über die Ursprünge der Etrusker, die im Widerspruch zu den Theorien von Wolfgang Helbig standen.

## Schriften (Auswahl)
- Catalogo delle raccolte archeologiche. Bologna 1871.
- Pitture e sepolcri scoperti sull’ Esquilino, dalla Compagnia Fondiaria Italiana nell’ anno 1875. La Compagnia, Rom 1876 (archive.org).
- Monumenti archeologici della provincia di Bologna. Tip. Fava e Garagnani, Bologna 1881 (arachne.dainst.org Digitalisat).
- Sulla nuova situla di bronzo figurata trovata in Bologna. G. T. Vicenzi e Nipoti, Modena 1884 (archive.org).
- La provenienza degli Etruschi. In: Atti e Memorie della Deputazione di storia patria per le Provincie di Romagna. Serie 3, Band 3, 1885, S. 119–234 (Textarchiv – Internet Archive).
- Relazione sugli scavi eseguiti a Marzabotto presso Bologna dal novembre 1888 a tutto maggio 1889. In: Monumenti antichi. 1, 1889, Sp. 249–426 (digi.ub.uni-heidelberg.de Digitalisat).
- Epoca preistorica. In: Edoardo Brizio, Francesco Bertolini: Epoca preistorica / Storia romana (= Storia politica d’Italia scritta da una società di professori.) F. Vallardi, Mailand 1898.
- Una Pompei etrusca a Marzabotto nel Bolognese. Stabilimenti Poligrafici Riuniti, Bologna 1928, doi:10.11588/diglit.34321.